# Darie Novăceanu
Darie Novăceanu (numele la naștere: Aurel Mitutoiu, n. 8 mai 1937, Crasna, Gorj, România – d. 3 aprilie 2018, Madrid, Spania) a fost un poet, traducător de limba spaniolă, scriitor și eseist român.

## Biografie
A făcut clasele primare în comuna natală, o școală medie tehnică de construcții feroviare și Liceul „Nicolae Bălcescu” (1952-1959) la Craiova, după care a absolvit Facultatea de Filologie din București, secția de Limba și literatura spaniolă (1957-1962).

A fost angajat ca referent la Ministerul Afacerilor Externe (1966). A colaborat în acest timp la diferite publicații, fiind redactor la revistele „Secolul 20” (1962-1964), „Lumea”, „Gazeta literară”, „Luceafărul” (1966-1966) și „România literară” (1966-1968). A mai lucrat ca funcționar la Uniunea Scriitorilor din România.
În primele zile ale Revoluției din decembrie 1989, deși nu mai avusese legătură cu presa cotidiană, cu sprijinul lui Petre Roman și Silviu Brucan Darie Novăceanu a fost numit director al ziarului Adevărul, înființat prin redenumirea fostului oficios al Partidului Comunist Român, cotidianul Scînteia.
În timpul Mineriadei din iunie 1990, ziarul Adevărul, condus la acea vreme de Darie Novăceanu, s-a poziționat de partea minerilor veniți să „salveze” Capitala. Darie Novăceanu a condamnat în mai multe editoriale Golaniada, dintre care cel mai cunoscut este „Cavalerii Apocalipsului”, apărut în ediția din 15 iunie.
În martie 1991, când relațiile dintre Ion Iliescu și Petre Roman deveniseră tensionate, Novăceanu a fost îndepărtat de la conducerea ziarului.
Prin decretul nr. 101 din 29 noiembrie 1991, Darie Novăceanu a fost trimis ambasador în Spania, începând cu 18 decembrie 1991, funcție pe care a deținut-o până la 24 decembrie 1996. În calitatea sa de ambasador extraordinar și plenipotențiar al României în Spania, Darie Novăceanu a fost numit și reprezentant permanent al României pe lângă Organizația Mondială a Turismului, cu sediul la Madrid.
Urmare a primirii Premiului Național al Spaniei pentru ediția „Luis de Gongora y Argole. Polifem și Galateea”, București, Ed. Univers, 1982 și a prieteniei cu regele Juan Carlos, Darie Novăceanu s-a stabilit la Madrid, unde scrie poezie românească și ține un blog de literatură spaniolă, intitulat Ventana de Darie (Fereastra lui Darie).

## Volume publicate

### Opere proprii
- Autobiografie. Versuri, Colecția Luceafărul, Editura pentru Literatură, București, 1962
- Păsări de lut: poezii, Editura pentru Literatură, București, 1966
- Noaptea, pe drumurile Italiei , Editura Tineretului, 1968
- Tehnica umbrei: poeme (coperta și ilustrațiile: Mihai Sânzianu), Editura Eminescu, București, 1970
- Ora Americii Latine, Editura Albatros, București, 1971
- Peisaj în mișcare: poeme, Editura Eminescu, București, 1971
- Există nopți (copertă și ilustrații: Mihai Sânzianu; versuri în română și spaniolă), Editura Albatros, București, 1973
- Havana, Editura Meridiane, București, 1974
- Precolumbia, Editura Sport-Turism, București, 1975 (reeditată la aceeași editură în 1977 și la editura Elion în 2001)
- Insulele Canare, Editura Sport-Turism, București, 1981
- Efectul oglinzii, Cartea Românească, București, 1983
- Întoarcerea gladiatorului. Versuri, Editura Eminescu, București, 1986
- Reporter în piața ghilotinei, Editura Adevărul, 1990
- Descântec întru adormirea corupției, Editura PRO, București, 1997
- Saloanele de lux ale nemerniciei, Editura Elion, 2006

### Traduceri
A semnat nenumărate traduceri din, în general, poezia braziliană, chiliană, costaricană, cubaneză etc. A tradus poeți precum Arghezi și Bacovia în spaniolă. I-a tradus în română pe autori precum Ernesto Sábato, Luis de Góngora y Argote, Federico García Lorca, Jorge Luis Borges, Álvaro Mutis, Juan Ramón Jiménez, Carmen Laforet etc. 
Traduceri din limba spaniolă în limba română
- Jorge Luis Borges, Moartea și busola, 384 pagini, prefață, notă bibliografică și traducere de Darie Novăceanu, Editura Univers, București, 1972,
- Gabriel Garcia Marquez, Toamna patriarhului, Colecția Romanul Secolului XX, Editura Univers, 1979
- Luis de Góngora y Argote, Polifem și Galateea, ediție bilingvă (spaniolă și română), Editura Univers, București, 1982
- O sută de ani de poezie cubaneză, 216 pagini, Editura Minerva, 1988
- Valori eterne ale poeziei hispane, 286 pagini, Colecția Biblioteca Pentru Toți Nr. 1354, Editura Minerva, București, 1991

Traduceri din limba română în limba spaniolă
- Mircea Eliade, Bajo el signo de Zalmoxis, estudio introductorio y notas por Darie Novaceanu, Prensas Universitarias de Zaragoza, 2008; ISBN 978-84-92521-58-6

În lista cu traduceri în limba castiliană a unor lucrări de autori români, publicată de ambasada Spaniei la București, sunt introduse și traduceri de Darie Novăceanu:
- Poesía rumana actual, Darie Novaceanu, Cuadernos hispanoamericanos, Revista mensual de Cultura Hispánica, Madrid, núm. 221, 1968
- Panorama de la poesía rumana contemporánea, Darie Novaceanu, Núm. Especial de la Revista "Unión", La Habana, 1969
- Poesía rumana contemporánea ‐  Edición bilingüe, Darie Novaceanu (revisión de J.M. Caballero Bonald), Barral‐Barcelona, 1972
- Cultura rumana, Darie Novaceanu, Núm. Especial de la Revista "Signos"‐Santa Clara, Cuba, 1974
- Antología de la narrativa rumana contemporánea, Darie Novaceanu, Alianza‐Madrid, 1974
- Memoria de las rosas floridas. Poesía rumana de nuestro tiempo, Darie Novaceanu, Editorial Univers‐Bucarest, 1974
- Poesía rumana antes y después del deshielo, Darie Novaceanu Núm. Especial de "Diorama de la Cultura", 29 de septiembre de 1974
- Antologia poeziei românești contemporane / Antología de la poesía rumana contemporánea‐ Edición bilingüe, Darie Novaceanu, Minerva‐Bucarest, 1977
- Puerta abierta (12 poetas) , Darie Novaceanu, Ed. Máquina Eléctrica ‐ México, 1978
- Antologia poeziei române contemporane / Antología de la poesía rumana contemporánea, Darie Novaceanu, Verbum‐Madrid, 2004, ISBN 978‐84‐79622‐92‐3
- Tudor Arghezi, Cuvinte potrivite / Palabras adecuadas, Darie Novaceanu, Minerva‐Bucarest, 1977
- Tudor Arghezi, Breve antología, Darie Novaceanu, UNAM‐México, 1978
- George Bacovia, Plumb / Plomo ‐ Edición bilingüe, Darie Novaceanu Minerva‐Bucarest, 1974
- Lucian Blaga, În marea trecere / En el gran correr, Darie Novaceanu, Minerva‐Bucarest, 1972
- Lucian Blaga, Breve antología, Darie Novaceanu, UNAM‐México, 1977
- Lucian Blaga, Antología poética general. Darie Novaceanu. Prensas Universitarias de Zaragoza, 2006, ISBN 84‐7733‐775‐6
- Tristan Tzara, Primele poeme / Los primeros poemas, Darie Novaceanu, Prensas Universitarias de Zaragoza, 2002, ISBN 84‐7733‐615‐6